# Serge Bando
Serge Bando N’Ganbe (* 11. Mai 1988 in Pouma) ist ein momentan vereinsloser kamerunisch-französischer Fußballspieler.

## Karriere
Den Großteil seiner Karriere war Serge Bando N’Ganbe in unterklassigen französischen Ligen aktiv. Vo 2016 bis 2017 spielte er für die kasachischen Erstligisten Oqschetpes Kökschetau sowie Irtysch Pawlodar. Zuletzt stand er beim EF Reims Sainte-Anne in der National 3 - Grand Est unter Vertrag.